# Pezopetes capitalis
El cerquero patigrande (Pezopetes capitalis), también conocido como sabanero patón o saltón patigrande, es una especie de ave paseriforme de la familia Passerellidae endémica de las tierras altas de Costa Rica y el oeste de Panamá. Es el único miembro del género Pezopetes.

## Hábitat
Es una ave común en los sotobosques de bosques montañosos, áreas de crecimiento secundario, aglomeraciones de bambú y pastizales achaparrados desde los 2150 m de altitud a los páramos de maleza a 3350 m de altura. Es visto fácilmente en sitios favorecidos como el cerro de la Muerte.

## Descripción
Es una especie terrestre robusta de gran tamaño, de unos 20 centímetros de largo y un peso de 56 gramos. Tiene pico delgado, cola de tamaño modesto y las patas y piernas grandes y poderosas. Esta especie es una de las más pesadas en su diversa familia. Los adultos tienen la cabeza de color gris pizarra, que se convierte a negro en los lados de la garganta, la frente y la corona. Las partes superiores son de color oliva oscuro y las alas y la cola son de color negro con franjas oliva. Las partes inferiores son oliva brillante con un tinte marrón a los costados y la parte inferior del vientre. Las aves jóvenes tienen la cabeza rayada de oliva oscuro, escalado a negruzco en las partes superiores, las partes inferiores son de color ante y oliva.

## Comportamiento
El nido, construido por la hembra, es una taza grande de material vegetal suelto colocado a menos de dos metros de altura en bambú o un arbusto denso. La puesta típica es de uno o dos huevos de color blanco o manchados de azul blanco y marrón, que son incubados por la hembra sola durante 12-14 días hasta la eclosión.
Se alimenta de insectos, arañas y semillas, extraídas de la hojarasca con poderosos rasguños capaces de enviar desechos hasta 30 cm. También recoge bayas desde pequeños arbustos. Se ve normalmente en parejas.
Su llamada es un fino seet, y el canto de los machos, realizado desde el suelo o desde una percha, consiste en una mezcla o silbidos, gorjeos, charlas y mímica,